# Полемон от Лаодикея
Марк Антоний Полемон (на старогръцки: ο Μάρκος Αντώνιος Πολέμων; на латински: Marcus Antonius Polemon, ок. 90-144) е философ - софист и ретор през 2 век от Лаодикея на Ликус във Фригия (днес в Турция).
Ръководи прочутото училище по реторика в Смирна. Умира по времето на Марк Аврелий на 56 години чрез доброволно гладуване поради тежко заболяване на бъбреците.
Смятан е за майстор на импровизираните речи. От неговите произведения са запазени два декламатиона ("Logoi epitaphioi [Λογοι επιταφιοι]", надгробни речи за героите от Маратон).